# Cymothoa exigua
Cymothoa exigua Schioedte & Meinert, 1884 è un crostaceo ectoparassita dei pesci ossei, ascritto all'ordine degli Isopodi. L'adulto misura mediamente dai 3 ai 4 centimetri di lunghezza.
Comunemente viene chiamato "pidocchio mangia lingua" a causa del suo parassitismo.

## Biologia
Cimothoa exigua colpisce alcune specie del genere Lutjanus, un percoideo.
I pidocchi mangialingua sono tutti maschi ma giunti nelle branchie il maschio più grosso cambia sesso e diventa una femmina. I maschi fecondano la femmina che poi va nella bocca e si attacca alla lingua. Succhia il sangue dalla lingua, la quale va in necrosi quindi il pidocchio si attacca alla base cartilaginea-muscolare della lingua e il pesce può muovere il pidocchio a proprio piacimento. La femmina continua a nutrirsi del muco del pesce, mentre le larve del pidocchio si sviluppano in una specie di sacca sul corpo della femmina. Essa continua a nutrirsi del muco e sangue del pesce. A un certo punto la femmina rilascia le larve in acqua e sia il pesce sia il pidocchio nella bocca muoiono. Per il pesce il maggior problema non è mangiare ma respirare.

## Nella cultura di massa
Nel film del 2012 The Bay, viene presentata una mutazione della Cymothoa exigua che invade una cittadina del Maryland uccidendo buona parte della popolazione.

## Galleria d'immagini

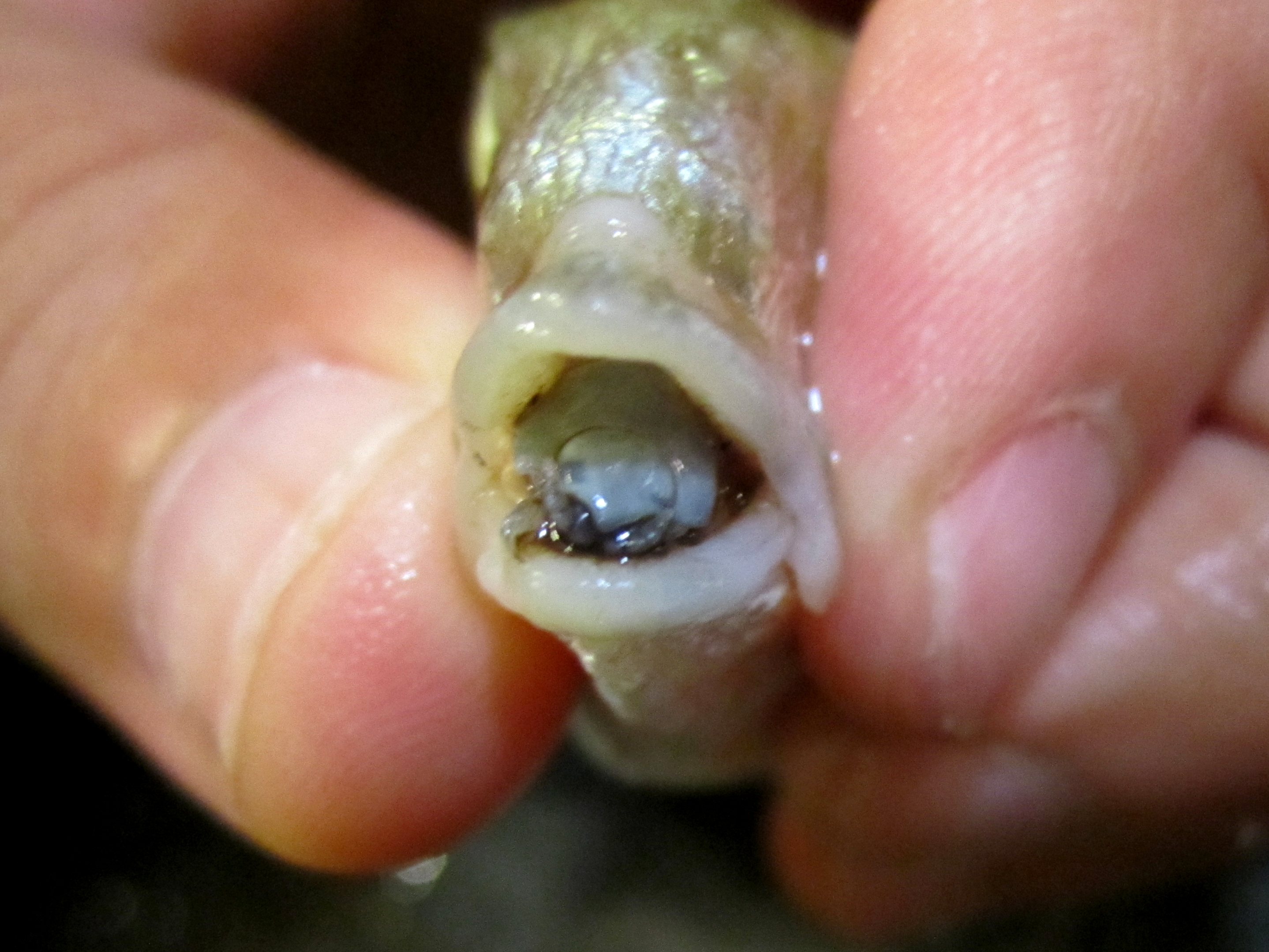
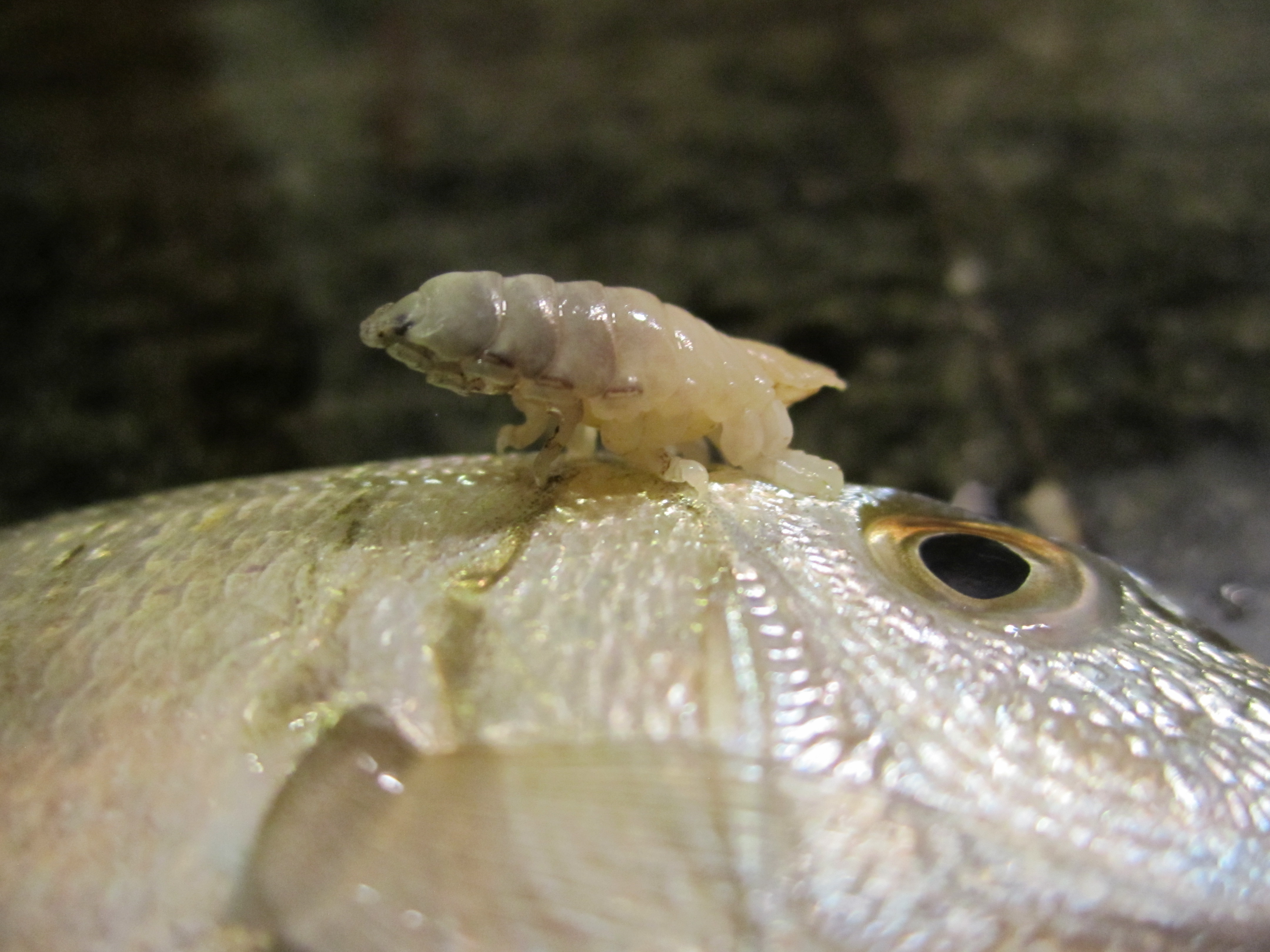
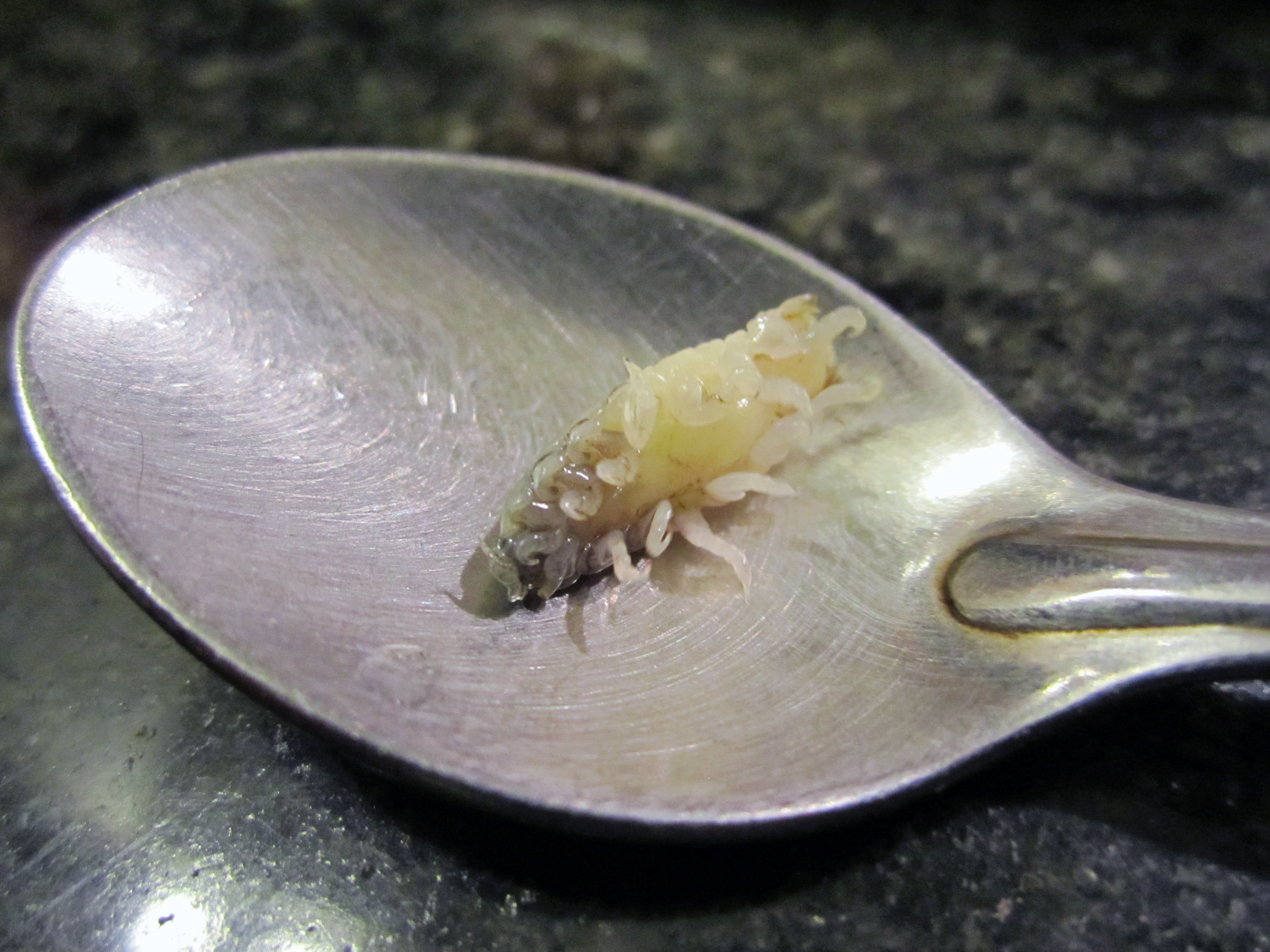